# Club Deportivo Enersur
El Deportivo Enersur es un club de fútbol peruano ubicado en la ciudad de Ilo, provincia de Ilo, perteneciente al departamento de Moquegua. Fue fundado en 2003 y participa en la Copa Perú.

## Historia
El Deportivo Enersur fue fundado en 1 de febrero del 2003.
En su primera participación fue campeón departamental luego de vencer en la final a Municipal de Matalaque. Llegó hasta la Etapa Nacional de la Copa Perú 2003, pero fue eliminado en semifinales  por Deportivo Educación de la ciudad de Abancay, perteneciente al departamento de Apurímac.
En la Copa Perú 2004, 2006 y 2009; el cuadro moqueguano salió campeón departamental de Moquegua, pero en todas sus participaciones posteriores fue eliminado en la Etapa Regional.
En la Copa Perú 2015, el cuadro moqueguano volvió a salir campeón departamental tras derrotar en la final al Atlético Huracán. En la Etapa Nacional, el equipo se ubicó en la duodécima posición (por lo que clasificaba al repechaje). En la zona de repesca, enfrentó al Sport Áncash de la ciudad de Huaraz, el cual lo derrotó 1-2 y 5-0, poniendo fin a la campaña de la escuadra moqueguana.
En la edición 2016, el club se alzó nuevamente campeón de la departamental tras vencer por penales a Mariscal Nieto. Fue eliminado en la primera fase de la Etapa Nacional al sumar tres puntos.

## Palmarés

### Torneos regionales
| Competición regional                 | Títulos                             | Subcampeonatos                          |
| ------------------------------------ | ----------------------------------- | --------------------------------------- |
| Etapa Regional - Región VIII (1/0)   | 2003.                               |                                         |
| Liga Departamental de Moquegua (6/1) | 2003, 2004, 2006, 2009, 2015, 2016. | 2014.                                   |
| Liga Provincial de Ilo (4/4)         | 2003, 2009, 2013, 2015.             | 2004, 2011, 2014, 2016.                 |
| Liga Distrital de Ilo (3/6)          | 2003, 2006, 2011, 2023.             | 2009, 2013, 2014, 2016, 2017, 2018,2023 |